# Uni.T
Uni.T (en coréen : 유니티; stylisé UNI.T) était un girl group sud-coréen formé par The Unit Culture Industry Company via l'émission The Unit de KBS. Le groupe était composé de neuf membres : Jiwon, Woohee, Yoonjo, ZN, NC.A, Euijin, Yebin, Hyunjoo  et Suji.
Leur premier mini-album, Line, est sorti le 18 mai 2018.

## Histoire

### Pré-début:The Unit

#### Historique des membres
Avant The Unit, toutes les membres étaient actives dans l’industrie musicale :
- Jiwon a débuté en février 2012 dans le groupe Spica, qui est actuellement en pause depuis juin 2017[5].
- Yoonjo a débuté dans le groupe Hello Venus en mai 2012, mais l’a quittée en juillet 2014[6].
- Woohee a débuté en juin 2012 dans le groupe Dal Shabet, qui s’est séparé en 2018[7].
- NC.A a débuté en solo en août 2013[8].
- ZN a débuté dans le groupe Laboum en août 2014[9].
- Euijin a débuté dans le groupe Sonamoo en décembre 2014[10].
- Yebin a débuté dans le groupe DIA en septembre 2015[11].
- Hyunjoo a débuté dans le groupe April en août, mais l’a quitté en octobre 2016[12].
- Suji a débuté en avril 2015 dans le groupe The Ark, qui s’est séparé en 2016[13].

#### Formation viaThe Unit

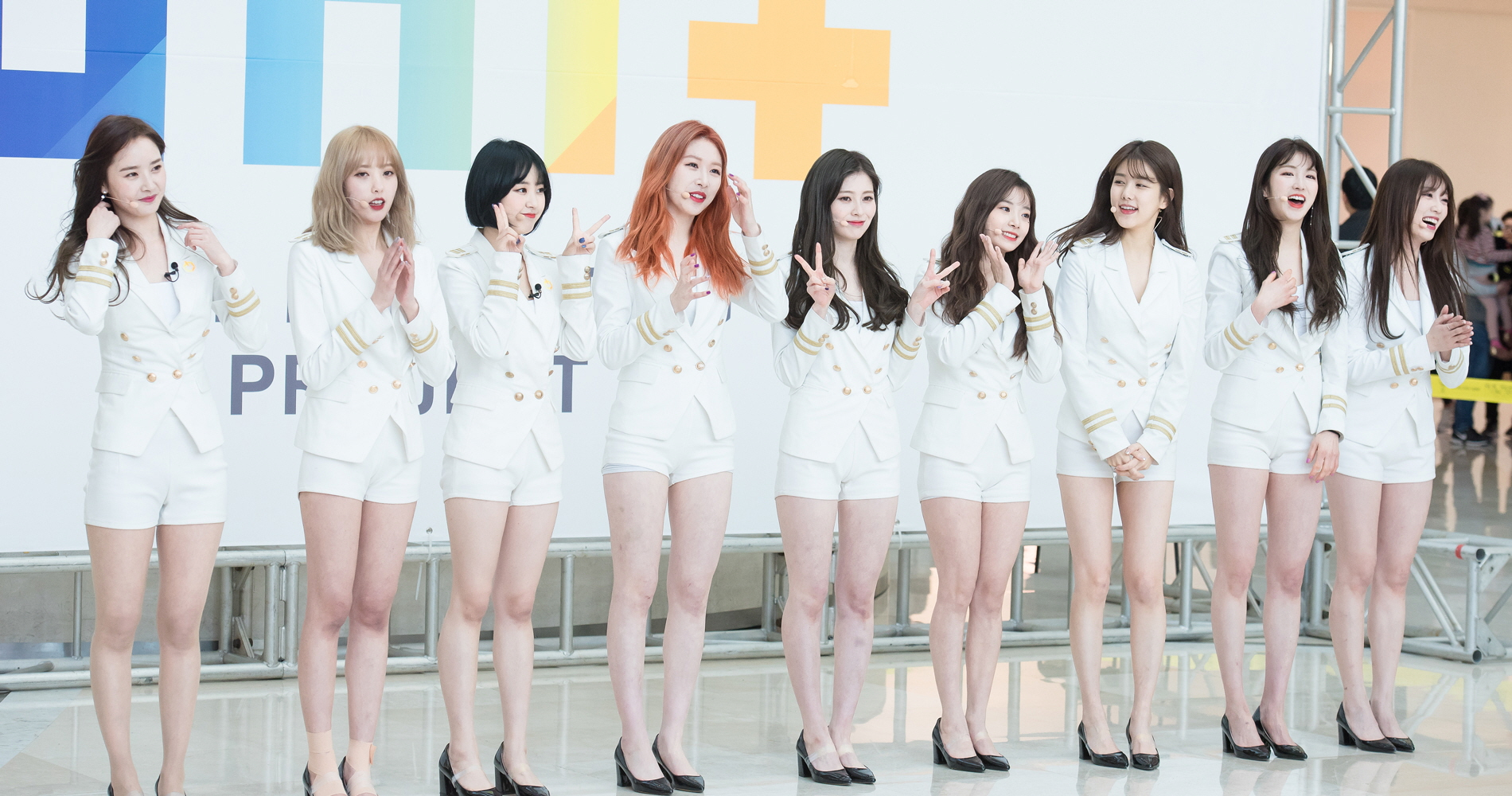
UNI.T en 2018

En juillet 2017, la chaîne KBS annonce leur nouveau programme dans le but de former un groupe masculin et féminin, de neuf membres chacun, qui ont déjà débuté dans l’industrie musicale. L’émission visait à leur donner une chance de démontrer leurs talents qu’ils n’auraient peut-être pas été en mesure de démontrer auparavant. Les neuf finalistes ont été choisies par le vote du public et ont été annoncées en direct télévisé,,. Le programme a été diffusé du 28 octobre 2017 au 10 février 2018.
Le 28 avril 2018, il est révélé que UNI.T fera ses débuts le 17 mai 2018,. Cependant le 11 mai, on annonce que leurs débuts sont repoussés d’un jour, soit le 18 mai.

### Débuts avecLine
UNI.T débute avec son premier EP, Line, le 18 mai 2018 avec le titre principal "No More", composé par Shinsadong Tiger,,.

### Dernières activités et séparation
Uni.T sort son second et dernier album intitulé Begin with the End le 18 septembre 2018, avec le titre promotionnel "I Mean" composé par Brave Brothers,. Le 12 septembre, il a été annoncé que ZN ne participera pas aux promotions de l’album en raison d'autres activités avec son groupe principal Laboum,.
Le 12 octobre, le groupe interprète "I Mean" et "Begin With The End" pour la dernière fois au Music Bank et plus tard dans la même journée, elles tiennent leur dernière convention avec leur fans, après laquelle elles se sont séparées,.

## Membres
Adapté selon le site officiel de The Unit, :
- Jiwon (지원; ancienne membre de Spica)
- Woohee (우희; ancienne membre de Dal Shabet)
- Yoonjo (윤조; ancienne membre de Hello Venus)
- ZN (지엔; membre de Laboum)
- NC.A (엔씨아)
- Euijin (의진; membre de Sonamoo)
- Yebin (예빈; membre de DIA)
- Hyunjoo (현주; ancienne membre d’April)
- Suji (수지; ancienne membre de The Ark)

## Discographie

### Mini-albums (EPs)
| Titre              | Détails de l’album | Meilleures positions | Ventes         |
| Titre              | Détails de l’album | COR                  | Ventes         |
| ------------------ | --- | -------------------- | -------------- |
| Line               | - Date de sortie : 18 mai 2018 - Labels : All the Happy People, Kakao M - Formats : CD, téléchargement numérique Liste des pistes 1. No More (넘어) 2. A Memory Clock (추억시계) 3. Star (별아) 4. You&I (내가 하고 싶은 말은) 5. TING 6. No More (Inst.) 7. A Memory Clock (Inst.) | 3                    | - COR : 15,861 |
| Begin with the End | - Date de sortie : 18 septembre 2018 - Labels : All the Happy People, Kakao M - Formats : CD, téléchargement numérique Liste des pistes 1. I Mean (난말야) 2. Begin with the End (끝을 아는 시작) 3. Candy 4. Shine (Bonus Track) 5. I Mean (Instrumental)                          | 11                   | - COR : 9,880  |

### Singles
| "No More" (넘어)                                                                    | 2018 | — | Line               |
| "I Mean" (난말야)                                                                   | 2018 | — | Begin with the End |
| "—" signifie que le titre ne s'est pas classé ou n'est pas sorti dans cette région. |      |   |                    |

## Filmographie

### Reality shows
- The Unit (KBS2, 2017–2018)
- UNI.TV (2018)

## Récompenses et nominations

### Golden Disc Awards
| Année | Catégorie           | Travail nommé | Résultat   |
| ----- | ------------------- | ------------- | ---------- |
| 2019  | Rookie Artist Award | Uni.T         | Nomination |
| 2019  | Popularity Award    | Uni.T         | Nomination |

### Sources
- (en) Cet article est partiellement ou en totalité issu de l’article de Wikipédia en anglais intitulé « Uni.T » (voir la liste des auteurs).